# تنگه اوترانتو

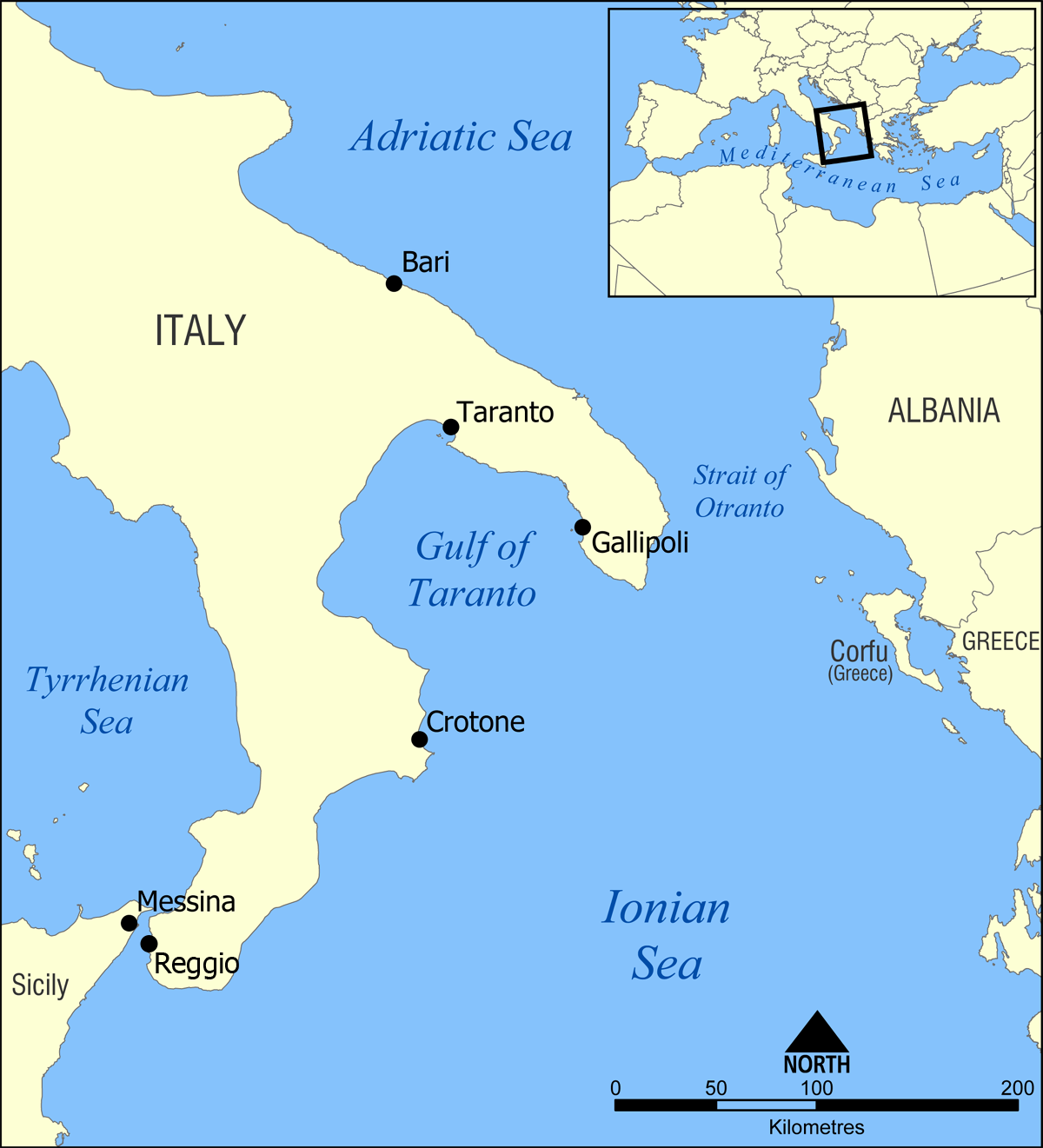
محل تنگهٔ اوترانتو که پاشنهٔ ایتالیا را از آلبانی جدا می‌سازد.

تنگهٔ اوترانتو (به ایتالیایی: Canale d'Otranto، به آلبانیایی: Kanali i Otrantos) گذرگاهی آبی بین جنوب شرقی ایتالیا و غرب آلبانی است که دریای آدریاتیک را به دریای ایونی متصل می‌سازد. این تنگه که منطقه‌ای برابر با ۱۳۱٬۰۵۰ کیلومتر مربع (۵۰٬۵۹۰ مایل مربع) را در بر می‌گیرد در حدود ۸۰۰ کیلومتر (۵۰۰ مایل) طول و بین ۷۱ کیلومتر (۴۴ مایل)  تا ۱۶۰ کیلومتر (۱۰۰ مایل) عرض دارد و عمق آن در عمیق‌ترین قسمت به ۱۳۲۴ متر (۴٬۰۳۵ فوت) می‌رسد.